# Sphenomorphus tropidonotus
Sphenomorphus tropidonotus es una especie de escincomorfos de la familia Scincidae.

## Distribución geográfica
Es endémica de la isla de Célebes y de la cercana Peleng (Indonesia).